# Merosargus eunomus
Merosargus eunomus är en tvåvingeart som beskrevs av James 1967. Merosargus eunomus ingår i släktet Merosargus och familjen vapenflugor.
Artens utbredningsområde är Dominica. Inga underarter finns listade i Catalogue of Life.